# Maj 2020

## 31 maja
- Do Międzynarodowej Stacji Kosmicznej zacumowała kapsuła Dragon misji SpaceX DM-2[1].
- Pandemia COVID-19: Według stanu na 31 maja liczba potwierdzonych zachorowań na całym świecie to ponad 6 milionów osób, zaś liczba zgonów to blisko 367 tysięcy[2].

## 30 maja
- Z Centrum Kosmicznego Johna F. Kennedy’ego na Florydzie wystartowała testowa misja SpaceX DM-2. Jest to pierwszy załogowy lot kosmiczny z terytorium USA od lotu wahadłowca STS-135 i pierwsza taka misja na Międzynarodową Stację Kosmiczną w ramach programu lotów komercyjnych NASA[3].

## 26 maja
- Pandemia COVID-19: 26 maja (dzień później rozpoznane przez Uniwersytet Johna Hopkinsa) liczba potwierdzonych zmarłych w USA przekroczyła 100 tys. osób przy ponad 1,725 mln zachorowań, a liczba potwierdzonych zgonów na świecie przekroczyła 350 000. 28,6% tych zgonów rozpoznano w USA, 10,5% (ponad 37 000) w Wielkiej Brytanii i 9,4% (prawie 33 000) we Włoszech[4][5][6][7].

## 23 maja
- Ponad sto osób zmarło w wyniku uderzenia cyklonu Amphan w Azji, przymusowej ewakuacji poddano miliony ludzi[8].

## 22 maja
- 97 osób zginęło w katastrofie lotu PIA 8303 w Pakistanie[9].

## 20 maja
- Pandemia COVID-19: Według stanu na 20 maja liczba potwierdzonych zachorowań na całym świecie to ponad 5 milionów osób, zaś liczba zgonów przekroczyła 325 tysięcy. Najwięcej zachorowań rozpoznano w USA, Rosji i Brazylii, szybko rosła liczba zakażeń w Ameryce Południowej[10][11].

## 9 maja
- Pandemia COVID-19: Według stanu na 9 maja liczba potwierdzonych zachorowań na całym świecie to ponad 4 miliony osób, zaś liczba zgonów przekroczyła 270 tysięcy[12][13].

## 3 maja
- Na COVID-19 zmarł Dave Greenfield, klawiszowiec grupy The Stranglers, autor m.in. klawesynowego intra przeboju „Golden Brown”[14].